# Ad Age
Ad Age, nota fino al 2017 come Advertising Age, è una rivista dedicate al mondo della pubblicità.

## Storia editoriale
Ad Age è stata fondata a Chicago, Stati Uniti, nel 1930 da G. D. Crain Jr. È diventata col tempo, assieme a periodici quali Campaign (fondata in Gran Bretagna nel 1968) e Stratégies (fondata in Francia nel 1971), punto di riferimento internazionale per i temi inerenti alla pubblicità, al marketing e ai mass media trattati a livello divulgativo.
È pubblicata settimanalmente in lingua inglese sia in versione stampata che on line.